# Liivjärv
Liivjärv är en sjö i Estland.   Den ligger i landskapet Ida-Virumaa, i den östra delen av landet, 160 km öster om huvudstaden Tallinn. Liivjärv ligger 50 meter över havet.  I omgivningarna runt Liivjärv växer i huvudsak blandskog.